# Kovácsevics Róbert
Kovácsevics Róbert (Sellye, 1979. március 19. –) magyar labdarúgó. Hátvéd poszton játszik.

## Pályafutása
A PMFC-ben kezdte felnőtt pályafutását, itt debütált az élvonalban 1997. május 17-én a DVSC ellen 3–1-re elvesztett mérkőzésen. A következő évben csapata kiesett a legmagasabb osztályból, ahova a 2000-es év tavaszán került vissza, miután megvásárolta a Gázszer FC indulási jogát. A csapat újra kiesett, Kovácsevics pedig a szintén másodosztályú Marcali VSE csapatához igazolt. Itt két évet töltött, majd 2002-ben szintén osztályon belül váltott csapatot, a Kaposvári Rákóczi FC játékosa lett. A második itt töltött évében a csapatnak 16 év után sikerült újra feljutnia az NB I-be. A következő szezonokban a kaposvári védelem egyik alapemberévé vált, rendre 20 mérkőzés körül szerepelt idényenként, amikor egészséges volt. 2009. május 30-án megszerezte első NB I-es gólját a Budapest Honvéd ellen 3–1-re megnyert mérkőzésen.
Több súlyos sérülés is hátráltatta karrierjét, 2007 nyarán atroszkópos beavatkozással is kezelték a folyton bevizesedő térdét, ami miatt az idény első felében nem léphetett pályára. A több műtét utáni leghosszabb kényszerű szünete a 2009–2010-es szezonban volt, októberben játszotta a szezon utolsó mérkőzését. A 2010-11-es őszi szezon után a védő kérésére családi okok miatt közös megegyezéssel szerződést bontott a Kaposvárral.

## Sikerei, díjai
Kaposvári Rákóczi FC
- NB II bronzérmes: 2004